# Carl Gideon Wadman
Carl Gideon Wadman, född den 19 november 1759 i Nyköping, död den 8 maj 1789 i Kristianstad "utaf hetsig siukdom", var en svensk lantmätare, son till kommissionslantmätaren Adam Wadman och hans hustru Margareta Rivell.

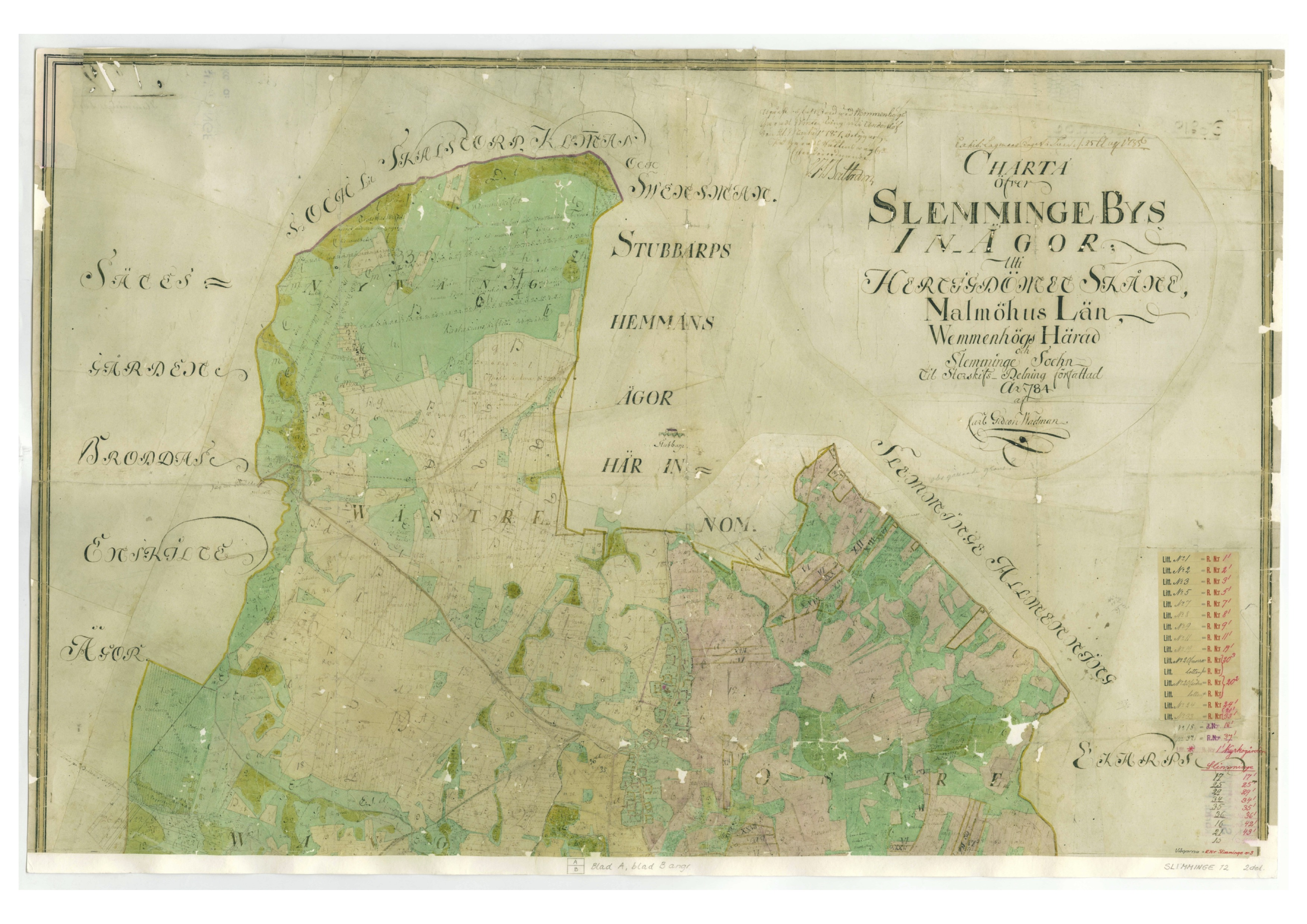
Del av den av Wadman upprättade kartan vid storskiftet av Slimminge.

Wadman blev student vid Uppsala universitet år 1780, avlade lantmätarexamen år 1782, kommissionslantmätare i Malmöhus län år 1783. I juni 1783 kom Wadman, efter förordnande av landshövdingen, till Svaneholm i Skurups socken för att förrätta storskifte av byarna Skurup, Saritslöv, Sandåkra och Hylteberga, samt kvarnhemmanet Ängamöllan. Förrättningen hade begärts av friherre Rutger Macklean på Svaneholm med stöd av storskiftesförordningen från år 1757. Redan den 12 augusti 1783 trädde en ny förordning i kraft, och i § 73 i denna nya storskiftesförordning meddelas, att skiftena borde sammandras till en enda ägolott (i praktiken ett enskifte, sålunda), vilket redan från början varit Mackleans avsikt. Denna mycket omfattande lantmäteriförrättning avslutades i december 1785 och fastställdes i Vemmenhögs häradsrätt i mars 1786.

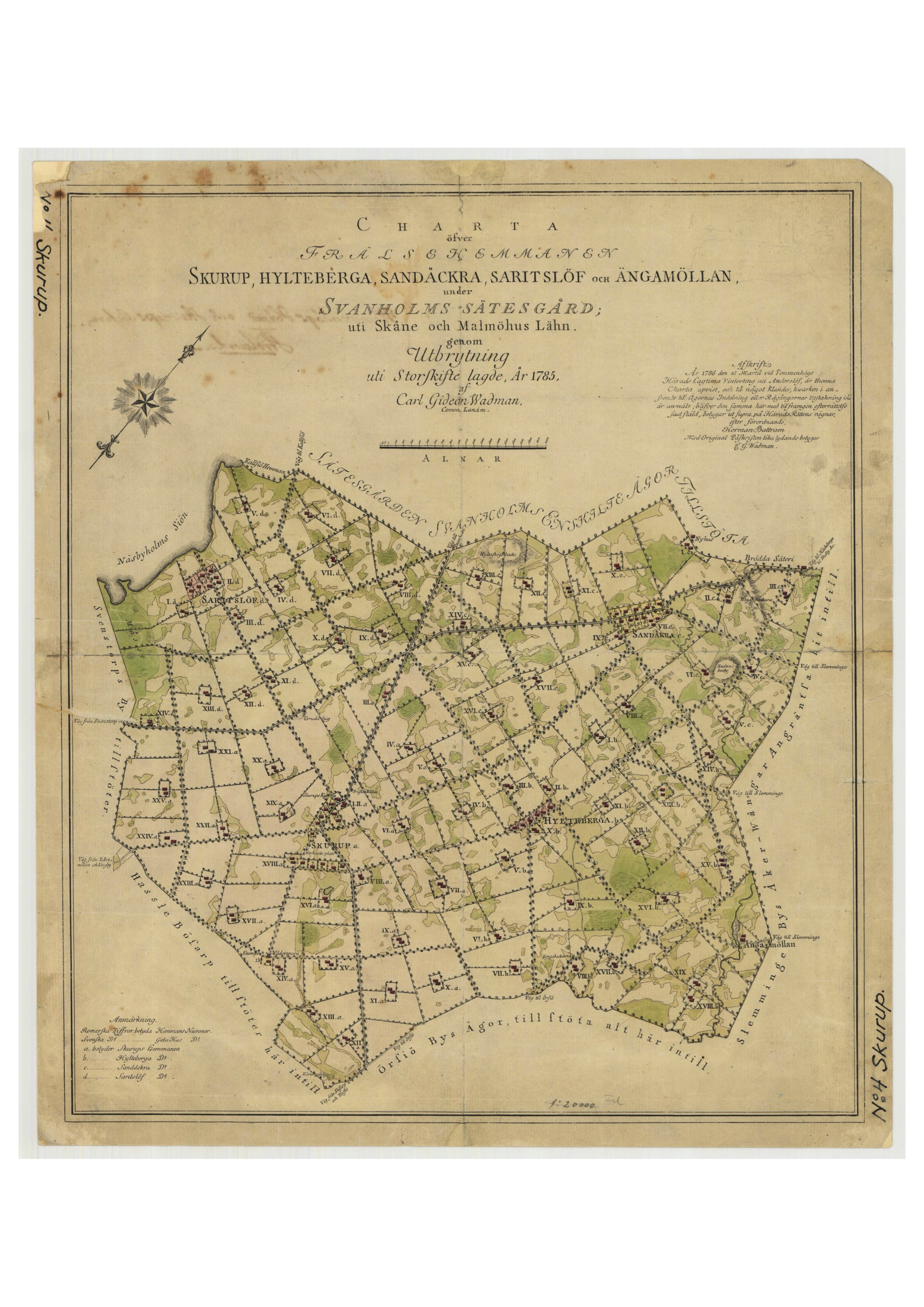
Karta över enskiftet i Skurups socken.

Den 25 november 1783 förordnas Wadman av landshövdingen att förrätta storskifte i byn Slimminge och arbetet påbörjas i maj 1784. Byn bestod av 25 hemman och 12 numrerade gatehus, så även detta blev en mycket omfattande förrättning. Mer än hälften av hemmanen var insockne frälse till Brodda som vid denna tid ägdes av Gustaf Macklean. De hemman som var under Brodda bröts ut i enskifte i byns västra del, gränsande till Broddas enskilda ägor. Övriga delägare i byn var inte intresserade av enskifte, så Wadman fick upprätta en plan över ett nytt slags tegskifte på återstående areal. 
År 1785 gjorde Wadman avmätningar av frälsehemmanen Kallsjö och Stjärneholm i Skurups socken. Under 1788 mätte Wadman upp Rydsgårds inägor och staden Ystad och förrättade en gränsdragning mellan Esarp, Alberta och Svinarp, samt ett allmänt enskifte av byn Näsby som låg under Näsbyholm.